# Acmaeodera excellens
Acmaeodera excellens es una especie de escarabajo del género Acmaeodera, familia Buprestidae. Fue descrita científicamente por Klug en 1855.
Esta especie se encuentra en el continente africano.